# Nedeljko Malić
Nedeljko Malić (Banja Luka, 15 maggio 1988) è un ex calciatore bosniaco, di ruolo difensore.

## Carriera

### Club
Debutta il 5 aprile 2008 in Fußball-Bundesliga.